# Josh Hancock
Joshua Morgan Hancock (né le 11 avril 1978 à Cleveland et mort le 29 avril 2007) à Saint-Louis, est un lanceur droitier de baseball ayant joué dans les Ligues majeures de 2002 à 2007.

## Carrière
Josh Hancock voit le jour à Cleveland dans le Mississippi. Drafté en cinquième ronde par les Red Sox de Boston en 1998, il joue avec eux sa première partie dans le baseball majeur, le 10 septembre 2002. Il ne joue que trois parties pour les Red Sox, qui l'échangent aux Phillies de Philadelphie le 15 décembre 2002 en retour de Jeremy Giambi. Il passe aux Reds de Cincinnati en cours de saison 2004 avant de quitter le club après la saison 2005 pour rejoindre comme agent libre les Cardinals de Saint-Louis. Il y dispute 62 parties, toutes comme lanceur de relève en 2006 et y maintient une moyenne de points mérités de 4,02 en 77 manches lancées, remportant trois victoires contre autant de défaites.
Hancock perd la vie dans un accident de la route près de Saint-Louis, dans le Missouri, le 29 avril 2007. 

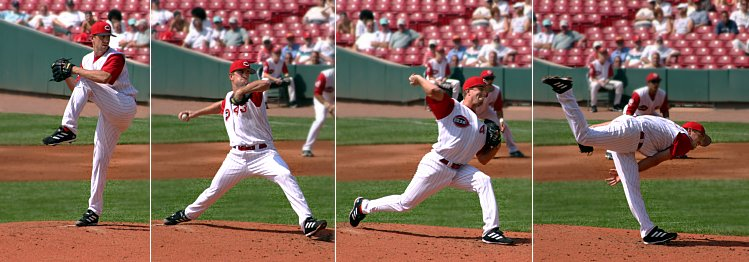
Josh Hancock des Cincinnati Reds

Josh Hancock joue 102 parties dans le baseball majeur, 90 comme releveur et 12 comme lanceur partant. Sa fiche victoires-défaites est de 9-7 avec une moyenne de points mérités de 4,20 et 110 retraits sur des prises en 177 manches et deux tiers lancées. Il compte aussi un sauvetage.